# Симфония № 12 (Мясковский)
Симфония № 12 g-moll, op. 35 — трёхчастное сочинение русского композитора Н. Я. Мясковского для оркестра тройного состава (четыре валторны, без контрафагота), завершённое в 1932 году. Произведение сочинялось по заказу Музгиза и до премьеры имело программное название «К XV-летию Октябрьской революции», которое композитор впоследствии снял ввиду несоответствия собственному замыслу. Бытующее среди биографов, музыкантов и слушателей название «Колхозная» не было авторским программным, а введено музыковедом Г. Н. Хубовым.
Премьера состоялась в Москве 1 июня 1932 года в исполнении оркестра Большого театра под управлением Альберта Коутса. Партитура впервые напечатана в 1932 году издательством «Музгиз».

## История создания
В одном из писем А. А. Иконникову Н. Я. Мясковский писал о склонности к парному сочинению симфоний — либо одна вслед за другой, либо одна внутри другой. В то время как 10-я, 15-я, 16-я и 19-я симфонии стоят особняком (не парные), среди парных психологически менее густая 12-я симфония создавалась во время написания более густой 11-й (эскизы обеих сочинены за полтора месяца), так же 7-я писалась в середине более густой 6-й, а 18-я — внутри 17-й симфонии.
Летом 1931 года М. В. Коваль предложил Н. Я. Мясковскому тему новой симфонии о переменах жизни в деревне, связанных с коллективизацией после Октябрьской революции. Предложенная тема была созвучна внутренним устремлениям композитора. Мясковский принял заказ «Музгиза» и подписал контракт. К исполнению задания приступил в сентябре, когда также создавался основной материал Одиннадцатой симфонии. Первые две части Двенадцатой симфонии были сочинены легко и без особого напряжения, но при создании финала начал ощущаться недостаток материала — работа, которую следовало закончить в указанный в контракте срок, застопорилась. По признанию композитора, осуществление слишком масштабной задачи оказалось не под силу. Одной из причин выявилась неспособность Мясковского сочинять по заказу в условиях ограничения временными рамками контракта.
21 ноября 1931 года композитор-попутчик Мясковский вышел из Ассоциации современной музыки (АСМ) и пошёл на союз с Российской ассоциацией пролетарских музыкантов (РАПМ), не прекращая своего членства во Всероскомдраме. Вместе с Н. Я. Мясковским АСМ покинули ещё 8 композиторов-попутчиков (В. Я. Шебалин, В. Н. Крюков, М. Л. Старокадомский, В. Н. Кочетов, Н. Н. Крюков, Д. Б. Кабалевский, В. П. Ширинский, А. А. Шеншин), которые объявили о создании независимого «Нового творческого объединения» в так называемой «Декларации девяти». Декларация была опубликована в печатном органе РАПМ «Пролетарский музыкант» (1931, № 7) и призывала композиторов «к активному участию в социалистическом строительстве» и овладению «марксистско-ленинской методологией». По данным Е. С. Власовой, «Новое творческое объединение» просуществовало недолго и распалось в 1931 году. Почти все многочисленные музыкально-общественные организации СССР были распущены весной 1932 года, а их члены вошли в состав созданного тогда Союза советских композиторов. Метод социалистического реализма получил распространение также с весны 1932 года, то есть после создания Двенадцатой или так называемой «Колхозной» симфонии.
Н. Я. Мясковский окончил написание Двенадцатой симфонии 12 декабря 1931 года, оркестровка была завершена 31 января 1932 года. 18 августа на Николиной горе композитор откорректировал сочинение. Партитурное переложение симфонии, сделанное Д. Б. Кабалевским для фортепиано в 4 руки, было впервые опубликовано в 1932 году нотоиздательством «Музгиз»; другие переложения были сделаны В. В. Держановским для малого оркестра (одночастное) и П. А. Ламмом для 2-х фортепиано в 8 рук.
В апреле 1932 года Мясковский писал Прокофьеву: «Симфонии мои получились не так плохо, как мне казалось. «Октябрьская» — 12-я, конечно, несколько банальна, но иначе и быть не могло, когда ищешь и знаешь наверно, что еще не находишь искомое». Также в апреле того же года, за два месяца до премьеры симфонии, композитор писал Б. В. Асафьеву, что в музыкальном отношении расценивает 12-ю симфонию как своего рода компромисс, и внутренне стыдится сочинения, как в свое время 5-й симфонии. 9 апреля того же года Асафьев писал в ответ, что компромисс в этом случае «неверное слово», а Двенадцатую симфонию следует воспринимать как «неизбежный этап», а «11-я моему психическому я дороже» и сообщал Прокофьеву, что Мясковский «музыку пишет хорошую, светлую и бодрую».
Мясковский посвятил Двенадцатую симфонию XV годовщине Великой Октябрьской социалистической революции, но после её премьеры снял программное название, указав причину в письме Прокофьеву: «получилось не совсем то, что я хотел». Как писала Е. С. Власова, распространённое название «Колхозная» не принадлежит автору и не является программным — его позже ввёл музыковед Г. Н. Хубов.
Выражение «получилось не совсем то, что я хотел» почти дословно приведено в письме Ковалю от 16 января 1932 года и позднее в «Автобиографических заметках» 1936 года, когда Мясковский писал следующее:

Когда раздались первые призывы к коллективизации крестьянского земледелия, меня чрезвычайно увлекла эта идея, казавшаяся мне особенно революционной по своим последствиям. Однажды М. В. Коваль на одном из заседаний в Музгизе намекнул мне на связанную с этим тему для сочинения — «посев»; у меня почти немедленно возникли музыкальные образы и план какой-то симфонии о деревне, рисующей последнюю в стадиях — до, во время борьбы за новый быт и уже новой. Осенью 1931 г. я уже принялся за выполнение своего замысла, но сперва успел написать 11-ю симфонию, где дал выход кое-каким настроениям более субъективного содержания.

12-я симфония вышла не совсем так, как я хотел; кое в чем она получилась схематичной, хотя в связи с содержанием формальные схемы были мной нарушены, а главное — мне не удалось найти язык и формы для последней части, и она только внешне выражает мой замысел, но внутренне недостаточно убедительно.— 

## Части
В Двенадцатой симфонии Мясковский отошёл от им же разработанной последовательности трехчастной структуры симфонии в русской советской музыке, когда вместо аллегро — анданте — аллегро использован иной порядок частей:
- I. Andante. Allegro giocoso. Andante
- II. Presto agitato
- III. Allegro festivo e maestoso

По мнению А. А. Иконникова, в отходе от обычной последовательности частей, как и в случае Двадцать пятой симфонии, композитор пытался наиболее убедительно воплотить замысел сочинения, чего, по словам композитора, достичь не удалось. Помимо этого в финалах как Двадцать пятой, так и Двенадцатой симфоний звучат реминисценции тем их первых частей. Эпизод 2-й части основан на мелодии якутской песни. Длительность произведения незначительно варьируется от около 33 минут в исполнении под управлением Евгения Светланова до 34 минут под управлением Роберта Станковского.

## Самооценки и оценки
Кроме вышеуказанных источников самооценки сочинения ещё одним является письмо Мясковского Ковалю, датированное 16 января 1932 года, в котором композитор сообщал о своих чудовищных усилиях в мучительных поисках воплощения замысла, о том, что работа поглотила и даже несколько подавила его, но всё же он не справился с задачей так, как этого хотелось самому. Композитор не ощущал ошибки в направлении поисков и понимал идею сочинения в отражении роли Октябрьской революции, с которой начинается новая жизненная эра, но «К сожалению, тема оказалась выше моих сил». В наименьшей мере Мясковский был удовлетворён финалом.
В связи с этим Т. Н. Ливанова писала: «Понятно, что именно последняя часть симфонии, призванная раскрыть облик новой колхозной деревни, менее всего удовлетворила автора: он не мог, не сумел овладеть сразу новой тематикой, связать свои темы, свое симфоническое мышление с новыми явлениями действительности. Его намерения оказались гораздо более интересными и значительными, нежели их воплощение. Но иначе, по-видимому, и не могло быть: прошло еще немало времени, пока в советском симфонизме убедительно зазвучала большая современная тема».
После первого прослушивания Д. Б. Кабалевский разделил общее мнение о Двенадцатой симфонии, как о значительном произведении, но также заметил и ряд серьёзных недостатков, обусловленных противоречием «между привычной для Мясковского сонатно-симфонической формой и творчески еще не освоенным им новым содержанием». Кабалевский написал рецензию и перед публикацией показал её Мясковскому, согласившемуся почти со всеми критическими замечаниями о сочинении. После публикации статьи в газете «Советское искусство» между учителем и его бывшим учеником установились более доверительные отношения, и в знак благодарности Кабалевский сделал переложение симфонии для фортепиано в 4 руки, изданное «Музгизом».
Прокофьев весьма интересовался первым исполнением Двенадцатой симфонии в Москве, но присутствовавшие на премьере музыканты ничего не писали ему об этом. Из прочитанной статьи Кабалевского в газете «Советское искусство» Прокофьев сделал вывод, «что вещь значительная и чрезвычайно ясно изложенная». Ни в опубликованном «Дневнике» Прокофьева, ни в изданной переписке с Мясковским нет его отзыва о первом исполнении симфонии в Чикаго, на котором он должен был присутствовать, так как привёз дирижёру её партитуру, хотя Мясковский благодарил младшего коллегу за высланную ему рецензию о чикагской премьере.
В начале 1934 года Мясковский писал Прокофьеву о пустозвонстве и тривиальности приемов финала Двенадцатой симфонии, оценив своё произведение как провал: «Я немного фаталист и смотрю на свое композиторство скорей как на какую-то неизбежность, нежели как на боевое поприще. Конечно, меня огорчают такие провалы, как 14-я симфония (да и 12-я, по правде говоря), но скорей как какой-то антиморальный проступок перед самим собой, нежели в плане успеха, неуспеха, признания и т. д.».
Пролетарская симфония о коллективизации у Мясковского не получилась. Тем не менее, А. А. Иконников считал Двенадцатую симфонию «значительным событием нового, важного творческого этапа в жизни Мясковского и, скажем шире, в жизни советской симфонии». По мнению Е. С. Власовой, для созданной в разгул рапмовской диктатуры Двенадцатой симфонии не подходит распространённое и воспринимаемое программным название «Колхозная», поскольку вопреки ему слышится музыка, как писали Ильф и Петров, «душевно опустошенная и что-то скрывающая».

## Исполнения
- 1932
  - 1 июня — первое исполнение в Москве под управлением Альберта Коутса[7]
  - 22 и 23 декабря — премьера в Чикаго в исполнении Чикагского симфонического оркестра под управлением Фредерика Стока[30]

## Записи
- 1989 — Симфонический оркестр Словацкого радио под управлением Роберта Станковского (Robert Stankovsky), Marco Polo 8.223302 (1991)[31]
- 1991—1993 — Государственный академический симфонический оркестр России под управлением Е. Ф. Светланова, запись из Большого зала Московской консерватории, выпуски:
  - «Русский диск» RDCD 00656 (2001)[32]
  - Olympia — Myaskovsky Complete Symphonic Works Vol. 5 OCD 735 (2002)[33]
  - Warner Classic 2564 69689-8 (2007)[34]

## Комментарии
1. ↑  Т. Н. Ливанова также употребила слово «откололся»[2].
2. ↑  Т. Н. Ливанова вместо якутской упомянула ненецкую песню[21].